# Thylacinidae
Famille
Les Thylacinidae étaient une famille de marsupiaux carnivores de l'ordre des Dasyuromorphia. Le seul membre à avoir vécu récemment est le loup de Tasmanie (Thylacinus cynocephalus), qui a disparu en 1936. Les autres animaux du groupe vivaient tous dans les temps préhistoriques en Australie.

## Espèces
Famille : † Thylacinidae
- Genre † Badjcinus
  - † Badjcinus turnbulli (Oligocène supérieur)
- Genre † Maximucinus
  - † Maximucinus muirheadae (Miocène moyen)
- Genre † Muribacinus
  - † Muribacinus gadiyuli (Miocène moyen)
- Genre † Mutpuracinus
  - † Mutpuracinus archiboldi (Miocène moyen)
- Genus † Ngamalacinus
  - † Ngamalacinus timmulvaneyi (Miocène inférieur)
- Genre † Nimbacinus
  - † Nimbacinus dicksoni (Oligocène  supérieur — Miocène inférieur)
  - † Nimbacinus richi (Miocène moyen)
- Genre † Thylacinus
  - † Thylacinus cynocephalus, appelé aussi Thylacine (Pliocène 1936)
  - † Thylacinus macnessi (Oligocène supérieur — Miocène inférieur)
  - † Thylacinus megiriani (Miocène supérieur)
  - † Thylacinus potens (Miocène inférieur)
  - † Thylacinus rostralis
- Genre † Tjarrpecinus
  - † Tjarrpecinus rothi (Miocène supérieur)
- Genre † Wabulacinus
  - † Wabulacinus ridei (Oligocène supérieur — Miocène inférieur)